# عملية إنفيكشن
عملية إنفيكشن، هي الاسم الشائع لحملة التضليل التي شنتها لجنة أمن الدولة السوفييتية في ثمانينيات القرن الماضي بهدف زرع الكذبة القائلة باختراع الولايات المتحدة لفيروس نقص المناعة البشرية/الإيدز كجزء من مشروع أبحاث الأسلحة البيولوجية في فورت ديتريك بولاية ماريلاند. قام المؤرخ توماس بوغارت بتعميم الاسم الرمزي (إنفيكشن)، وذلك استنادًا إلى ادعاءات الضابط السابق بوزارة أمن الدولة في ألمانيا الشرقية (الشتازي) غونتر بونساك؛ فقد ادعى هذا الأخير استخدام الشتازي اسم إنفيكشن أو فورفارتس كاسم رمزي للحملة. ومع ذلك، عثر المؤرخان كريستوفر نهرينغ ودوغلاس سيلفاج في أرشيف الشتازي وأمن الدولة البلغاري السابق على معلومات تثبت أن الاسم الرمزي الفعلي لحملة التضليل ضد الإيدز كان عملية دنفر. وفقًا للصحفي جوشوا يافا: «اتخذت العملية قدرًا هائلًا من الإجراءات، كتمويل للبرامج الإذاعية واستلطاف للصحفيين وتوزيع لدراسات بالكاد تكون علمية»، بل وأصبحت العملية موضوع لتقرير دان راذر على أخبار سي بي سي المسائية.
وفقًا لوزارة الخارجية الأمريكية، استخدم الاتحاد السوفيتي الحملة لتقويض مصداقية الولايات المتحدة وتعزيز معاداتها وعزلها في الخارج وخلق توتر بينها وبين الدول المستضيفة لقواعدها العسكرية (إذ عُزِي انتشار الإيدز بين السكان المحليين إليها). زعم محللو وزارة الخارجية الأمريكية أيضًا أن السبب الآخر الذي جعل الاتحاد السوفييتي يروج لهذا النوع من التظليل هو محاولته صرف الانتباه الدولي عن برنامج الحرب البيولوجية الهجومي، وهو أمر مراقب منذ عقود. افترض التقرير أن العملية كانت ردًا على الاتهامات الأمريكية التي ادعت استخدام السوفييت أسلحة كيميائية في جنوب شرق آسيا، وهي حادثة أطلق عليها فيما بعد حادثة المطر الأصفر.

## الاستجابة العالمية للادعاءات المتعلقة بالإيدز
كنوع من المفارقة، طلب العديد من العلماء السوفييت المساعدة من الباحثين الأمريكيين لمعالجة مشكلة الإيدز المنتشرة في الاتحاد السوفيتي، مع التأكيد على الأصول الطبيعية للفيروس. رفضت الولايات المتحدة المساعدة ما دامت حملة التضليل مستمرة. اعتبر علماء الفيروسات الغربيين والسوفييت تقرير سيغال والكثير من المقالات الصحفية مجرد هراء.
صرح الدكتور مينراد كوخ – خبير الإيدز في برلين الغربية – في عام 1987 أن تقرير سيغال كان هراءً مطلقًا ووصفه بأنه: «اختراع سياسي علمي زائف فاسد». أشار علماء آخرون إلى عيوب وعدم دقة تقرير سيغال، وعلى رأسهم الدكتور فيكتور زادانوف من معهد إيفانوفسكي لعلم الفيروسات في موسكو، وقد كان زادانوف أكبر خبير سوفييتي في مجال الإيدز في ذلك الوقت. صرح رئيس الأكاديمية السوفيتية للعلوم الطبية بوضوح أن الفيروس من أصل طبيعي. وصف علماء وأطباء آخرون من باريس وشرق برلين وغربها والهند وبلجيكا شائعات الإيدز على أنها أكاذيب لا أساس لها من الصحة من الناحية العلمية، ومن المستحيل التفكير فيها بجدية. لم يصف سيغال تصريحاته حول انتشار الإيدز بالحقائق، وكان حريصًا جدًا على البقاء على هذا المنوال طوال تقريره، ولكن هذا لا يقلل من تأثير التهم؛ فمثل هذه التصريحات سيحذفها أو يتجاهلها القراء أو المستمعون.
كتب مسؤولو السفارة الأمريكية عشرات الرسائل إلى مختلف رؤساء تحرير الصحف والصحفيين، وعقدوا اجتماعات ومؤتمرات صحفية لتوضيح الأمور. أثمرت هذه الجهود عن طباعة الكثير من التراجعات والاعتذارات في تلك الصحف. احتوت تقارير موجهة إلى الكونغرس ووزارة الخارجية على تفنيدات توضح استحالة بناء فيروس معقد مثل الإيدز؛ إذ لم تحقق الأبحاث الطبية آنذاك أي إنجازات تجاوزت استنساخ الفيروسات البسيطة. كانت الأجسام المضادة موجودة قبل عقود من بدء البحث المبلغ عنه، وكان المصدر الأكاديمي الرئيسي المستخدم للقصة (تقرير سيغال) يحتوي على معلومات غير دقيقة حول أشياء أساسية كالجغرافيا الأمريكية مثلًا. قال سيغال إن حالات تفشي المرض ظهرت في مدينة نيويورك لأنها كانت الأقرب لفورت ديتريك، ولكن فيلادلفيا وبالتيمور وواشنطن العاصمة كلها أقرب من نيويورك التي تبعد 200 ميل (320 كم).
ردت إدارة غورباتشوف بسخط وشنت حملة إنكار دفاعية بهدف الحد من الضرر الذي لحق بمصداقيتها بسبب الجهود الأمريكية المبذولة لرفع الوعي العالمي حول أنشطة التضليل السوفييتي. تدخل الاتحاد السوفيتي في محاولات مسؤولي السفارة الأمريكية معالجة المفاهيم الخاطئة وفضح حملة التضليل السوفييتي، وشمل هذا الضغط على وكالات الأنباء التي تراجعت عن مواقفها. على سبيل المثال، انتقدت صحيفة ليتراتورنايا غازيتا في 3 ديسمبر عام 1986 صحيفة برازيلية تراجعت عن منشوراتها حول قصة التظليل في وقت سابق من نفس العام. في عام 1987، نشرت وكالة أنباء نوفوستي في موسكو تقريرًا مصدره برازافيل (الكونغو)، يدعو الغرب إلى وضع حد للحملة المعادية لأفريقيا مكررًا الاتهامات التي تدعي تصنيع الفيروس في المعامل العسكرية الأمريكية. وفي عام 1986، حذرت ليتراتورنايا غازيتا من التواصل مع الأمريكيين على وجه التحديد.
في عام 1988، نشرت سوفيتسكايا روسيا مقالاً يدافع عن حقهم في نقل وجهات نظر مختلفة. صرح رئيس وكالة نوفوستي أنها استندت إلى مصادر أجنبية في الكثير من أخبارها المتعلقة بالإيدز، وأن الوكالة كانت حرة ومحمية بسياسة الغلاسنوست.

كشف أرشيف متروكين عن ما يلي:
في مواجهة الاحتجاجات الأمريكية وإدانة المجتمع العلمي الدولي للقصة، كان غورباتشوف ومستشاروه قلقين بشكل واضح؛ فقد يؤدي فضح المعلومات السوفيتية المضللة إلى تدمير الصورة الجديدة للسوفييت في الغرب. في عام 1987، أخبرت السلطات الروسية المسؤولين الأمريكيين في موسكو أنها تبرأت من القصة رسميًا، وتوقفت التغطية الصحفية السوفيتية لتلك المسألة بشكل شبه كامل.
تلاشت الحملة من معظم وسائل الإعلام السوفييتية، لكنها كانت تعود إلى الظهور من حين لآخر في دول العالم الثالث في أواخر عام 1988، وذلك عن طريق وكلاء النشر الصحفي عادةً.

## العواقب
في عام 1992، اعتقد 15٪ من الأمريكيين بصحة قصة تصنيع فيروس الإيدز عن عمد في مختبر حكومي. في عام 2005، كشفت دراسة أجرتها مؤسسة راند وجامعة ولاية أوريغون عن اعتقاد نحو 50٪ من الأمريكيين الأفارقة بأن الإيدز من صنع بشري وأكثر من 25٪ من الأمريكيين بأن الإيدز كان نتاجًا لمختبر حكومي واعتقد 12٪ أنه صنع ونشر من قبل وكالة المخابرات المركزية، بينما اعتقد 15٪ أن الإيدز شكل من أشكال الإبادة الجماعية ضد السود. ظهرت نظريات مؤامرة أخرى حول الإيدز، ولكنها دحضت من قبل المجتمع العلمي السائد.
في الثقافة الشعبية، تقول أغنية كانييه ويست هيرد إم ساي: «أعلم أن الحكومة مسؤولة عن الإيدز». استشهد رئيس جنوب إفريقيا السابق تابو إيمبيكي، بنظرية عملية فورت ديتريك كجزء من إنكاره للعلم المتعلق بفيروس عوز المناعة البشري.
في عام 1992، اعترف مدير لجنة أمن الدولة يفكيني بريماكوف أنهم مسؤولون عن المقالات الصحفية التي ادعت صنع الحكومة الأمريكية للإيدز. كشف فاسيلي ميتروخين – المنشق عن لجنة أمن الدولة – عن دور سيغال في أرشيف ميتروخين. وصف كتاب الشتازي: القصة غير المروية للشرطة السرية لألمانية الشرقية عام 1999 كيف تعاونت الشتازي مع لجنة أمن الدولة لنشر القصة.
أدت العملية إلى عدم الثقة في السلطات الطبية وعدم الثقة في علاج الإيدز الموصى به. أشار الصحفي جوشوا يافا إلى أن: «العديد من الدراسات... أظهرت أن انخراط الأشخاص غير المصدقين للأصول العلمية لفيروس نقص المناعة البشرية في ممارسات الجنس الآمن أو تناول الأدوية الموصى بها بانتظام -في حالة الإصابة- أقل). ساهمت العملية في خسارة العديد من الأرواح. يقول يافا: «أدى تأخر تطبيق العلاجات المضادة للفيروسات القهقرية في جنوب إفريقيا إلى خسارة نحو 330 ألف شخص».